# Abies ×sibiriconephrolepis
Espèce
Parent  A  de l'hybridation 
  Abies nephrolepsis 
×

Parent  B  de l'hybridation 
  Abies sibirica 
Abies ×sibiriconephrolepis, aussi orthographié sibirico-nephrolepis, est une espèce d'arbres hybrides issu du croisement naturel entre le Sapin de Khinghan (Abies nephrolepsis) et le Sapin de Sibérie (Abies sibirica). Jusqu'à présent, on ne les a observés que dans le nord de la province chinoise de Heilongjiang.

## Description
Abies ×sibiriconephrolepis est un arbre sempervirent qui peut atteindre une hauteur de 25 mètres. Il a hérité de caractéristiques de ses deux espèces-parentes, bien qu'il ressemble souvent plus au Sapin de Khinghan. 
Les aiguilles font environ 1,5 centimètre de long et sont donc plus courtes que celles du Sapin de Khinghan.
Les graines, stériles, ressemblent à celles du Sapin de Sibérie et ont une grande ailette.

## Répartition
À l'heure actuelle[Quand ?], sa présence n'a été rapportée que dans la province de Heilongjiang en Chine. Cependant, il est admis qu'il doit être présent dans d'autres endroits, là où les aires de répartition des deux Sapins parents se chevauchent. 
On le trouve dans le creux des montagnes, où il forme des peuplements mélangés avec ses deux espèces parentales aussi bien qu'avec d'autres conifères.

## Systématique
Abies ×sibiriconephrolepis est un hybride naturel issu du croisement entre le Sapin de Khinghan (Abies nephrolepsis) et le Sapin de Sibérie (Abies sibirica). 
Certains auteurs l'ont vu comme faisant partie de la variation naturelle du Sapin de Khinghan, toutefois il est assuré qu'il s'agit d'un hybride au vu des ressemblances évidentes avec ces deux espèces parentes.
La première description de Abies ×sibiriconephrolepis a été faite par Taken. et par J.J.Chien dans Acta Phytotaxonomica Sinica. Son nom, formé par une combinaison entre les noms de ses espèces parentes, est actuellement caduc selon l'article H10.3 de l'ICBN.